# Vlakbroek
Vlakbroek is de naam van een natuurontwikkelingsgebied ten zuiden van Koningslust.
Het gebied, eigendom van Staatsbosbeheer en de gemeente Peel en Maas meet 35 ha. De inwoners van Koningslust hebben een belangrijke rol bij de totstandkoming van dit gebied gespeeld.
Het gebied wordt doorstroomd door de Everlose Beek. Er komt onder meer de Grote ratelaar voor.
Vlakbroek is toegankelijk voor wandelaars.